# Базис (футбольний клуб, Кочубіївка)
Спортивний клуб «Базис» Кочубіївка — український аматорський футбольний клуб із села Кочубіївка Уманського району Черкаської області, заснований у 2008 році. Виступає у Чемпіонаті та Кубку Черкаської області. Домашні матчі приймає на однойменному стадіоні.
______________________________________________________

###### Гравці СК "Базис"
| №  | Поз. | Нац.    | Гравець                 |
| -- | ---- | ------- | ----------------------- |
| 11 | НП   | Україна | Балюк Ілля              |
| 10 | НП   | Україна | Блажко Валерій          |
| 2  | ЗХ   | Україна | Бондаренко Олександр    |
| 8  | ЗХ   | Україна | Гірський Владислав      |
| 16 | НП   | Україна | Грицай Артем            |
| 9  | ПЗ   | Україна | Юрій Гріщенко (Капітан) |
| 22 | ПЗ   | Україна | Диянчук Дмитро          |
| 5  | ЗХ   | Україна | Каплюченко Федір        |
| 20 |      | Україна | Кияниця Артем           |

| №  | Поз. | Нац.    | Гравець               |
| -- | ---- | ------- | --------------------- |
| 21 | ЗХ   | Україна | Костюк Євгеній        |
| 12 | ВР   | Україна | Кузьмак Роман         |
| 1  | ВР   | Україна | Паримський Андрій     |
| 19 | НП   | Україна | Петрук Іван           |
| 15 | ПЗ   | Україна | Полозюк Богдан        |
| 3  | НП   | Україна | Попов Єгор            |
| 12 | ВР   | Україна | Посторонко Микола     |
| 6  | НП   | Україна | Рибак Микола          |
| 13 |      | Україна | Ситник Михайло        |
| 7  | ПЗ   | Україна | Суханов Едуард        |
| 14 | ЗХ   | Україна | Тастанкулов Владислав |

### _________________________________________________    Досягнення
- Чемпіонат Черкаської області
  - Срібний призер: 2019
  - Бронзовий призер: 2016, 2017, 2020, 2022, 2024
- Кубок Черкаської області
  - Володар: 2021
  - Фіналіст: 2017.

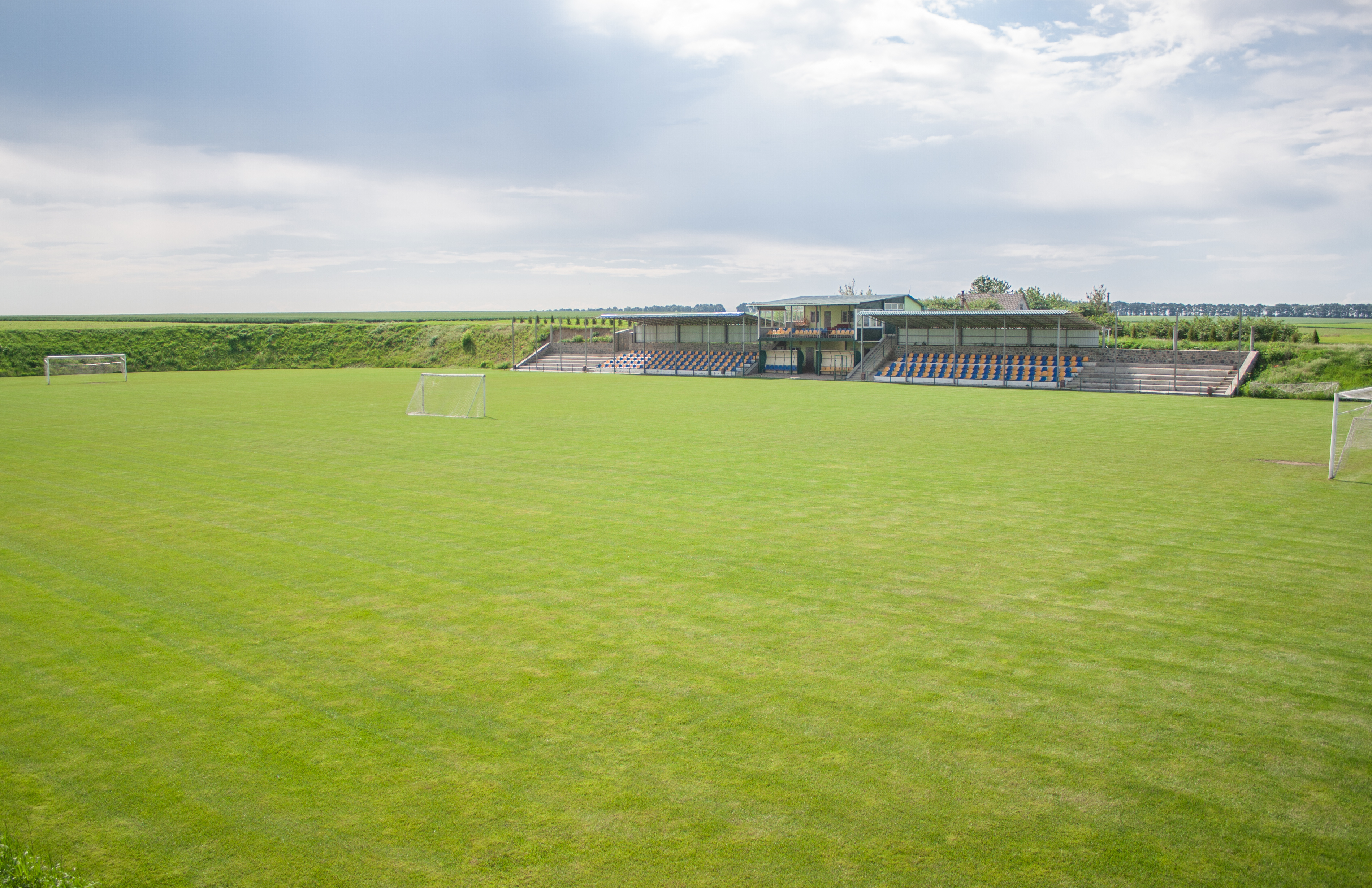
Стадіон «Базис» у Кочубіївці
Емблема клубу до 2021 року